# Paroidea
I Paroidei (Paroidea Boyd, 2012) sono una superfamiglia di uccelli passeriformi dell'infraordine Passerida.

## Distribuzione e habitat
La superfamiglia Paroidea è diffusa in tutto l'emisfero settentrionale e nell'Africa tropicale; la maggiore concentrazione di biodiversità si registra in Cina e in Africa.

## Tassonomia
La superfamiglia Paroidea comprende le seguenti famiglie, in precedenza inserite nella superfamiglia Sylvioidea:
- Remizidae Olphe-Galliard, 1891 (11 spp.)
- Paridae Vigors, 1825 (61 spp.)
- Stenostiridae Beresford et al., 2005 (9 spp.)